# Stritch
 (janvier 2023).
Si vous disposez d'ouvrages ou d'articles de référence ou si vous connaissez des sites web de qualité traitant du thème abordé ici, merci de compléter l'article en donnant les références utiles à sa vérifiabilité et en les liant à la section « Notes et références ».
Pour les articles homonymes, voir Stritch (homonymie).
Le stritch est un instrument de musique qu'on a tendance à ranger dans la catégorie des saxophones atypiques. C'est en fait un type de saxophone Buescher droit datant de 1927.
Il ressemble quelque peu à un saxophone soprano, mais en plus gros et plus grand. 
Il a été pratiqué entre autres par Roland Kirk, qui jouait de plusieurs instruments à la fois,,. Il a utilisé le stritch notamment dans le morceau Wham bam thank you ma'am enregistré en 1961, avec Charles Mingus à la contrebasse et Booker Ervin au saxophone ténor.
Un café de San José a été nommé Stritch d'après le nom de l'instrument.